# ＃P
在计算复杂性理论中，#P（读作）是一组与NP中的判定性问题相关的计数问题。

## 外部連結
- Complexity Zoo: Class #P（页面存档备份，存于）